# د. جاي كلارك
د. جاي كلارك (بالإنجليزية: D. J. Clark)‏ هو لاعب كرة قدم أمريكية أمريكي، ولد في 30 نوفمبر 1986 في أوسيانسيدي في الولايات المتحدة.